# Susanna Driano
Susanna Driano (* 28. Mai 1957 in Seattle, Washington, USA) ist eine ehemalige italienische Eiskunstläuferin, die im Einzellauf startete.
Driano wurde in den USA geboren, lief aber für Italien, das Heimatland ihrer Eltern. Von 1975 bis 1980 wurde sie italienische Meisterin. Im selben Zeitraum nahm sie an Weltmeisterschaften und Europameisterschaften teil. Bei den Europameisterschaften 1977 in Helsinki und 1980 in Göteborg gewann sie die Bronzemedaille hinter Anett Pötzsch aus der DDR und Dagmar Lurz aus der Bundesrepublik Deutschland. Ihre einzige Weltmeisterschaftsmedaille errang sie bei der Weltmeisterschaft 1978 in Ottawa, als sie hinter Pötzsch und der US-Amerikanerin Linda Fratianne Dritte wurde. Es war die erste Medaille für Italien in der Damenkonkurrenz bei Eiskunstlaufweltmeisterschaften. Driano repräsentierte Italien bei zwei Olympischen Winterspielen. 1976 in Innsbruck belegte sie den siebten Platz und 1980 in Lake Placid wurde sie Achte.

## Ergebnisse
| Wettbewerb / Jahr            | 1975 | 1976 | 1977 | 1978 | 1979 | 1980 |
| ---------------------------- | ---- | ---- | ---- | ---- | ---- | ---- |
| Olympische Winterspiele      |      | 7.   |      |      |      | 8.   |
| Weltmeisterschaften          | 9.   | 10.  | 6.   | 3.   | 8.   | Z    |
| Europameisterschaften        | 6.   | 5.   | 3.   | 5.   | 8.   | 3.   |
| Italienische Meisterschaften | 1.   | 1.   | 1.   | 1.   | 1.   | 1.   |

- Z = Zurückgezogen